# 못먹어도 고
"못먹어도 고"는 1989년에 개봉한 대한민국의 영화이다.

## 캐스팅
- 나한일 : 한창대 역
- 장미
- 남궁원
- 박용식
- 김성찬
- 방희
- 김을동
- 최민금
- 한송이
- 박부양
- 최재호
- 양경인
- 안진수
- 유명순
- 박예숙
- 석인수